# U-Bahnhof Laimer Platz
Der U-Bahnhof Laimer Platz ist die Endhaltestelle der Münchner U-Bahn-Linie U5 im Stadtteil Laim.

## Lage
Der U-Bahnhof Laimer Platz befindet sich im Münchner Stadtteil Laim, dessen Name „Laim“ vom dortigen lehmigen Boden herrührt. Der Bahnsteig liegt unterhalb der Gotthardstraße, die sich hier mit der Fürstenrieder Straße kreuzt. An dieser Kreuzung befinden sich die vier U-Bahnhof-Zugänge, die mit Fahr- und Festtreppen ausgestattet sind. Darüber hinaus verfügt der U-Bahnhof Laimer Platz über einen Lift zum Sperrengeschoss, das den Ostkopf des Bahnsteigs erschließt, wenn gewünscht mit einem weiteren Lift. Am Westkopf kann man den U-Bahnhof über das Sperrengeschoss in Richtung des namensgebenden Laimer Platzes verlassen. Der Laimer Platz ist in erster Linie eine Grünanlage mit Buswendeschleife.

## Geschichte
Der U-Bahnhof Laimer Platz wurde am 24. März 1988 eröffnet und ist derzeit der westliche Endpunkt der U-Bahn-Linie U5. Bis 1999 endete auch die U-Bahn-Linie U4 am Laimer Platz, seither ist aber der U-Bahnhof Westendstraße ihre westlichste Haltestelle.
Mit dem U-Bahnhof Laimer Platz wurden insbesondere die südlich gelegenen Wohnviertel in Laim besser an die Münchner Innenstadt angeschlossen, da diese weiter von der S-Bahn entfernt liegen und erst durch die Linien U4 und U5 eine Ost-West-Achse im Münchner U-Bahn-Netz gebaut wurde, die über die Münchner Innenstadt verläuft. Neu war hier, dass die Trassenführung sich nicht an alten Münchner Straßenbahnlinien anlehnte, sondern z. B. in Laim kerzengerade unter der Zschokke- und Gotthardstraße verläuft, die erst in der Nachkriegszeit zu einer neuen Verkehrsachse wurden.

## Verkehr
| Linie | Linienverlauf |
| ----- | --- |
| U5    | Laimer Platz – (670 m) – Friedenheimer Straße – (791 m) – Westendstraße – (806 m) – Heimeranplatz – (671 m) – Schwanthalerhöhe – (927 m) – Theresienwiese – (711 m) – Hauptbahnhof – (521 m) – Karlsplatz (Stachus) – (811 m) – Odeonsplatz – (933 m) – Lehel – (928 m) – Max-Weber-Platz – (1080 m) – Ostbahnhof – (1602 m) – Innsbrucker Ring – (982 m) – Michaelibad – (1708 m) – Quiddestraße – (778 m) – Neuperlach Zentrum – (764 m) – Therese-Giehse-Allee – (722 m) – Neuperlach Süd |

## Gestaltung

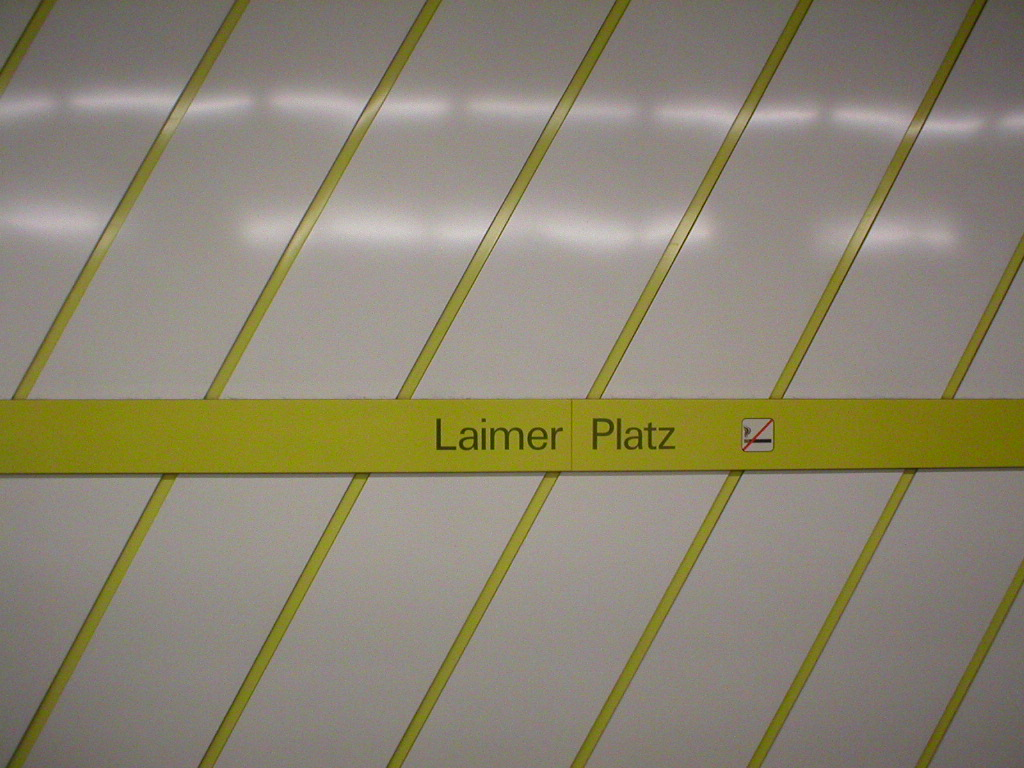
U-Bahnhof Laimer Platz

Die Säulen des U-Bahnhofs Laimer Platz sind mit grauem Granit verkleidet. Die Decke des Bahnsteigs ist mit gelb-grünlichen Paneelen kaschiert. Die Decke über den Gleisen ist aus Sichtbeton. Die Hintergleiswände bestehen aus breiten weißen Paneelen, zwischen denen schmale gelbe Stege verlaufen, die schräg von links unten nach rechts oben ansteigen.

## Zukunft
Ursprünglich sollte die U5 vom Laimer Platz in Richtung Pasing verlängert werden. Heute ist fraglich, ob diese Verlängerung wirklich kommen wird, da Pasing bereits durch vier S-Bahnlinien an die Münchner Innenstadt angeschlossen ist und darüber hinaus auch die Tramlinie 19 die Strecke Pasing–Hauptbahnhof–Ostbahnhof fährt.